# Fornovo San Giovanni
Fornovo San Giovanni – miejscowość i gmina we Włoszech, w regionie Lombardia, w prowincji Bergamo.
Według danych na styczeń 2009 gminę zamieszkiwało 3239 osób przy gęstości zaludnienia 634,8 os./1 km².